# Aristóbulo de Paneas
Aristóbulo de Paneas (en griego: Ἀριστόβουλος) también llamado Aristóbulo el famoso era uno de los 72 sacerdotes que tradujeron la Torah al griego durante el reinado de Tolomeo II Philadelphus.